# Resolutie 1859 Veiligheidsraad Verenigde Naties
Resolutie 1859 van de Veiligheidsraad van de Verenigde Naties werd op 22 december 2008 unaniem door de VN-Veiligheidsraad aangenomen. De resolutie verlengde de regelingen waarbij de opbrengsten van Iraakse aardolie en -gas in een ontwikkelingsfonds terechtkwamen tot eind 2009. Het mandaat van de door de VS geleide multinationale macht in Irak zou eind december verlopen, waarna het land zelf akkoorden zou afsluiten over de aanwezigheid van buitenlandse militairen.

## Achtergrond
Op 2 augustus 1990 viel Irak zijn zuiderbuur Koeweit binnen en bezette dat land. De Veiligheidsraad veroordeelde de inval nog diezelfde dag middels resolutie 660, en later kregen de lidstaten carte blanche om Koeweit te bevrijden. Eind februari 1991 was die strijd beslecht en legde Irak zich neer bij alle aangenomen VN-resoluties. Het land werd vervolgens verplicht om zich te ontwapenen door onder meer al zijn massavernietigingswapens te vernietigen. Daaraan werkte Irak echter met grote tegenzin mee, tot grote woede van de Verenigde Staten, die het land daarom in 2003 opnieuw binnenvielen.
Een door de VN geleide overgangsregering werd in 2004 opgevolgd door een Iraakse. In 2005 werd een nieuwe grondwet aangenomen en vonden verkiezingen plaats, waarna een coalitie werd gevormd. In de tussentijd werd het land echter geplaagd door sektarisch geweld en bleven vele slachtoffers vallen door de talloze terreuraanslagen.

## Inhoud

### Waarnemingen
Er werd vooruitgang gemaakt inzake de veiligheid en stabiliteit van Irak en de versterking van het Iraakse leger. De overheid verwierp het sektarisme en streefde naar dialoog en nationale verzoening. Internationale steun bleef noodzakelijk voor het welzijn van de bevolking. Terreurdaden mochten de politieke en economische overgang van het land niet in de weg staan.

### Handelingen
De met resolutie 1483 getroffen regelingen inzake de Iraakse olie-inkomsten werden verlengd tot 31 december 2009.

### Annex
In de bijlage zat een "brief van 7 december 2008 van de eerste minister van Irak aan de voorzitter van de Veiligheidsraad". Daarin erkende de premier, Nuri Kamel al-Maliki, dat de regelingen in verband met de olie-inkomsten verzekerden dat deze opbrengst de bevolking ten goede kwam en vroeg hij om deze te verlengen.

## Verwante resoluties
- Resolutie 1790 Veiligheidsraad Verenigde Naties (2007)
- Resolutie 1830 Veiligheidsraad Verenigde Naties
- Resolutie 1883 Veiligheidsraad Verenigde Naties (2009)
- Resolutie 1905 Veiligheidsraad Verenigde Naties (2009)

Lijst ·  1795 ·  1796 ·  1797 ·  1798 ·  1799 ·  1800 ·  1801 ·  1802 ·  1803 ·  1804 ·  1805 ·  1806 ·  1807 ·  1808 ·  1809 ·  1810 ·  1811 ·  1812 ·  1813 ·  1814 ·  1815 ·  1816 ·  1817 ·  1818 ·  1819 ·  1820 ·  1821 ·  1822 ·  1823 ·  1824 ·  1825 ·  1826 ·  1827 ·  1828 ·  1829 ·  1830 ·  1831 ·  1832 ·  1833 ·  1834 ·  1835 ·  1836 ·  1837 ·  1838 ·  1839 ·  1840 ·  1841 ·  1842 ·  1843 ·  1844 ·  1845 ·  1846 ·  1847 ·  1848 ·  1849 ·  1850 ·  1851 ·  1852 ·  1853 ·  1854 ·  1855 ·  1856 ·  1857 ·  1858 ·  1859